# Lernanthropus toguebayei
Lernanthropus toguebayei is een eenoogkreeftjessoort uit de familie van de Lernanthropidae. De wetenschappelijke naam van de soort is voor het eerst geldig gepubliceerd in 1996 door Diebakate & Raibaut.